# Andacamino
Andacamino /šp. =lutalice, skitnice,/ jedno od plemena iz zapadnog Teksasa čiji su neofiti popisani na misiji San José y San Miguel de Aguayo kod današnjeg San Antonia. Swanton ih bez obrazloženja kalsificira među Coahuiltecane.

## Vanjske poveznice
- Andacamino Indians